# Kiểm thử thăm dò
Kiểm thử thăm dò (tiếng Anh: Exploratory testing) là một cách tiếp cận kiểm thử phần mềm được mô tả ngắn gọn là đồng thời học hỏi, thiết kế kiểm thử và thực thi kiểm thử. Cem Kaner,  người đặt ra thuật ngữ này vào năm 1984, định nghĩa kiểm thử thăm dò là "một phong cách thử nghiệm phần mềm nhấn mạnh đến tự do cá nhân và trách nhiệm của cá nhân kiểm thử viên nhằm liên tục tối ưu hóa chất lượng công việc của họ bằng cách xử lí việc học hỏi liên quan đến kiểm thử, thiết kế kiểm thử và thực thi kiểm thử, và giải thích kết quả kiểm thử như là các hoạt động hỗ trợ lẫn nhau chạy song song trong suốt dự án."
Trong khi phần mềm đang được kiểm thử, kiểm thử viên học được những điều cùng với kinh nghiệm và sự sáng tạo sẽ sinh ra các bài kiểm thử tốt để chạy. Kiểm thử thăm dò thường được xem là một dạng kĩ thuật kiểm thử hộp đen.

## Cách dùng
Kiểm thử thăm dò đặc biệt phù hợp nếu yêu cầu phần mềm và đặc tả phần mềm chưa được hoàn chỉnh, hoặc thiếu thời gian.
Cách tiếp cận này cũng có thể được dùng để xác minh rằng kiểm thử trước đã tìm ra các sai sót quan trọng nhất.